# Varilhes
Varilhes (prononcer [vaʁij] Varilles, de l'occitan Varilhas) est une commune française située dans le département de l'Ariège en région Occitanie. Sur le plan historique et culturel, la commune fait partie du pays de Foix, composé de la partie centrale du Plantaurel, du massif de l'Arize et d'un tronçon de la vallée de l'Ariège avec ses quelques affluents.
Exposée à un climat océanique altéré, elle est drainée par l'Ariège, le ruisseau de Dalou, la Fage, le ruisseau d'Artix, le ruisseau de la Galage et par divers autres petits cours d'eau. La commune possède un patrimoine naturel remarquable : un site Natura 2000 (« Garonne, Ariège, Hers, Salat, Pique et Neste »), un espace protégé (le « cours de l'Ariège ») et trois zones naturelles d'intérêt écologique, faunistique et floristique.
Varilhes est une commune urbaine qui compte 3 491 habitants en 2022, après avoir connu une forte hausse de la population depuis 1975. Elle appartient à l'unité urbaine de Pamiers et fait partie de l'aire d'attraction de Pamiers. Ses habitants sont appelés les Varilhois ou Varilhoises.
Elle est le bureau centralisateur du canton du Val d'Ariège et membre de la communauté d'agglomération pays Foix-Varilhes depuis le 1er janvier 2017.

## Géographie

### Localisation

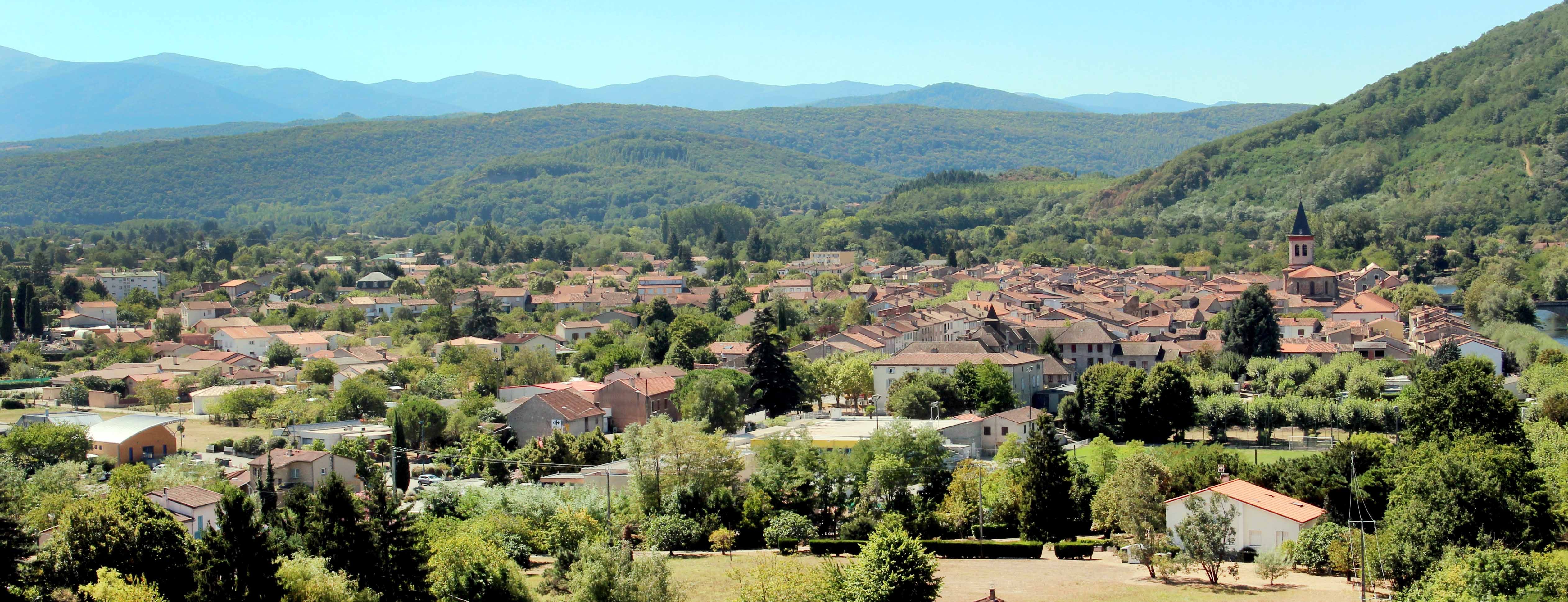
Vue panoramique.

Varilhes est une commune de l'aire d'attraction de Pamiers située dans son agglomération au sud de la ville-centre, sur l'Ariège, en piémont pyrénéen et en plaine d'Ariège. Elle est bordée à l'ouest par les plus hautes collines du Terrefort ariégeois, et au sud par les plis du massif du Plantaurel.
Proche du parc naturel régional des Pyrénées ariégeoises, elle se situe à mi-chemin entre Foix et Pamiers.

### Communes limitrophes
Varilhes est limitrophe de neuf autres communes.
Les communes limitrophes sont  Benagues, Coussa, Crampagna, Dalou, Rieux-de-Pelleport, Saint-Félix-de-Rieutord, Saint-Jean-de-Verges, Saint-Jean-du-Falga et Verniolle.
| Saint-Jean-du-Falga, Benagues (par un quadripoint) | Verniolle            | Coussa                  |
| Rieux-de-Pelleport                                 | Varilhes             | Saint-Félix-de-Rieutord |
| Crampagna                                          | Saint-Jean-de-Verges | Dalou                   |

### Géologie et relief
La commune est située dans le Bassin aquitain, le deuxième plus grand bassin sédimentaire de la France après le Bassin parisien, certaines parties étant recouvertes par des formations superficielles. Les terrains affleurants sur le territoire communal sont constitués de roches sédimentaires datant du Cénozoïque, l'ère géologique la plus récente sur l'échelle des temps géologiques, débutant il y a 66 millions d'années. La structure détaillée des couches affleurantes est décrite dans la feuille « n°1057 - Pamiers » de la carte géologique harmonisée au 1/50 000ème du département de l'Ariège, et sa notice associée.
La superficie cadastrale de la commune publiée par l’Insee, qui sert de références dans toutes les statistiques, est de 11,76 km2,. La superficie géographique, issue de la BD Topo, composante du Référentiel à grande échelle produit par l'IGN, est quant à elle de 11,7 km2. Son relief est relativement accidenté puisque la dénivelée maximale atteint 283 mètres. L'altitude du territoire varie entre 309 m et 592 m.
Varilhes est située à la jonction de la plaine de l'Ariège et des dernières formations des Pyrénées. Les molasses tertiaires non plissées qui constituent une grande partie des coteaux du terrefort des vallées de l'Hers, de l'Ariège et de la Garonne n'apparaissent pas à Varilhes.

### Hydrographie

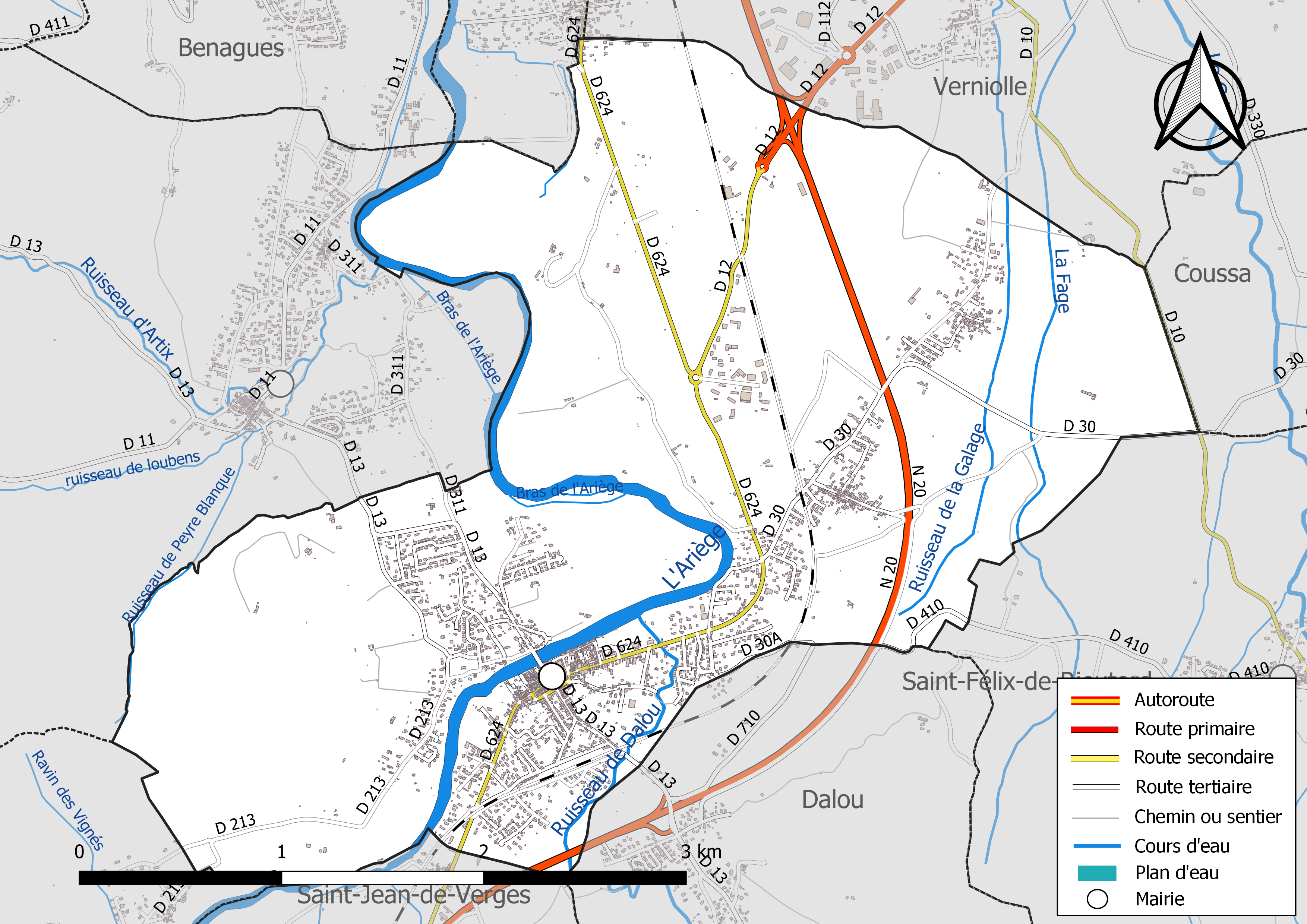
Réseaux hydrographique et routier de Varilhes.

La commune est dans le bassin versant de la Garonne, au sein du bassin hydrographique Adour-Garonne. Elle est drainée par l'Ariège, le ruisseau de Dalou, la Fage, le ruisseau d'Artix, le ruisseau de la Galage, un bras de l'Ariège, un bras de l'Ariège, un bras de l'Ariège, un bras de l'Ariège, le ruisseau de Peyre Blanque et par divers petits cours d'eau, constituant un réseau hydrographique de 13 km de longueur totale,.
L'Ariège, d'une longueur totale de 162,91 km, prend sa source dans la commune de Porta et s'écoule du sud vers le nord. Elle traverse la commune et se jette dans la Garonne à Portet-sur-Garonne, après avoir traversé 56 communes.
Le ruisseau de Dalou, d'une longueur totale de 12,3 km, prend sa source dans la commune de Gudas et s'écoule du sud-est vers le nord-ouest. Il traverse la commune et se jette dans l'Ariège sur le territoire communal, après avoir traversé 4 communes.

### Climat
Pour des articles plus généraux, voir Climat de l'Occitanie et Climat de l'Ariège.
En 2010, le climat de la commune est de type climat océanique altéré, selon une étude s'appuyant sur une série de données couvrant la période 1971-2000. En 2020, Météo-France publie une typologie des climats de la France métropolitaine dans laquelle la commune est exposée à un climat de montagne et est dans la région climatique  Pyrénées centrales, caractérisée par une pluviométrie annuelle de 1 000 à 1 200 mm.
Pour la période 1971-2000, la température annuelle moyenne est de 12,6 °C, avec une amplitude thermique annuelle de 15,6 °C. Le cumul annuel moyen de précipitations est de 828 mm, avec 9,5 jours de précipitations en janvier et 5,8 jours en juillet. Pour la période 1991-2020, la température moyenne annuelle observée sur la station météorologique la plus proche, située sur la commune de Cos à 9 km à vol d'oiseau, est de 12,4 °C et le cumul annuel moyen de précipitations est de 1 004,0 mm,. Pour l'avenir, les paramètres climatiques de la commune estimés pour 2050 selon différents scénarios d'émission de gaz à effet de serre sont consultables sur un site dédié publié par Météo-France en novembre 2022.

## Urbanisme

### Typologie
Au 1er janvier 2024, Varilhes est catégorisée ceinture urbaine, selon la nouvelle grille communale de densité à 7 niveaux définie par l'Insee en 2022.
Elle appartient à l'unité urbaine de Pamiers, une agglomération intra-départementale dont elle est une commune de la banlieue,. Par ailleurs la commune fait partie de l'aire d'attraction de Pamiers, dont elle est une commune de la couronne,. Cette aire, qui regroupe 52 communes, est catégorisée dans les aires de moins de 50 000 habitants,.

### Occupation des sols

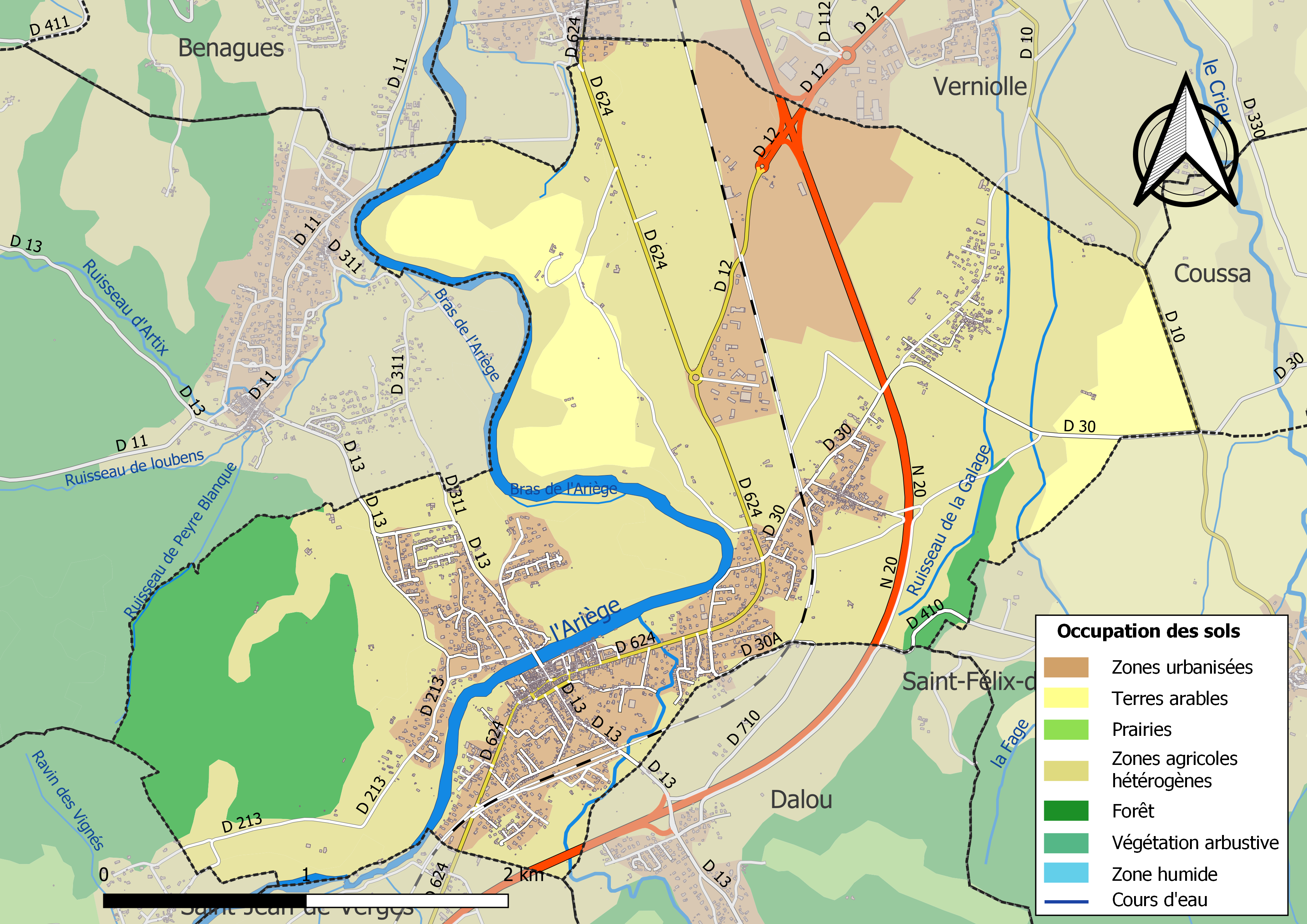
Carte des infrastructures et de l'occupation des sols de la commune en 2018 (CLC).

L'occupation des sols de la commune, telle qu'elle ressort de la base de données européenne d’occupation biophysique des sols Corine Land Cover (CLC), est marquée par l'importance des territoires agricoles (62,1 % en 2018), en diminution par rapport à 1990 (73,7 %). La répartition détaillée en 2018 est la suivante : 
zones agricoles hétérogènes (53,1 %), zones urbanisées (16,9 %), forêts (11,5 %), terres arables (9 %), mines, décharges et chantiers (6,6 %), zones industrielles ou commerciales et réseaux de communication (3 %). L'évolution de l’occupation des sols de la commune et de ses infrastructures peut être observée sur les différentes représentations cartographiques du territoire : la carte de Cassini (XVIIIe siècle), la carte d'état-major (1820-1866) et les cartes ou photos aériennes de l'IGN pour la période actuelle (1950 à aujourd'hui).

### Habitat et logement
En 2018, le nombre total de logements dans la commune était de 1 847, alors qu'il était de 1 743 en 2013 et de 1 525 en 2008.
Parmi ces logements, 87,6 % étaient des résidences principales, 3,6 % des résidences secondaires et 8,8 % des logements vacants. Ces logements étaient pour 82,6 % d'entre eux des maisons individuelles et pour 15,4 % des appartements.
Le tableau ci-dessous présente la typologie des logements à Varilhes en 2018 en comparaison avec celle de l'Ariège et de la France entière. Une caractéristique marquante du parc de logements est ainsi une proportion de résidences secondaires et logements occasionnels (3,6 %) inférieure à celle du département (24,6 %) mais supérieure à celle de la France entière (9,7 %). Concernant le statut d'occupation de ces logements, 62 % des habitants de la commune sont propriétaires de leur logement (63,6 % en 2013), contre 66,3 % pour l'Ariège et 57,5 % pour la France entière.
| Typologie                                               | Varilhes | Ariège | France entière |
| ------------------------------------------------------- | -------- | ------ | -------------- |
| Résidences principales (en %)                           | 87,6     | 65,7   | 82,1           |
| Résidences secondaires et logements occasionnels (en %) | 3,6      | 24,6   | 9,7            |
| Logements vacants (en %)                                | 8,8      | 9,7    | 8,2            |

### Voies de communication et transports

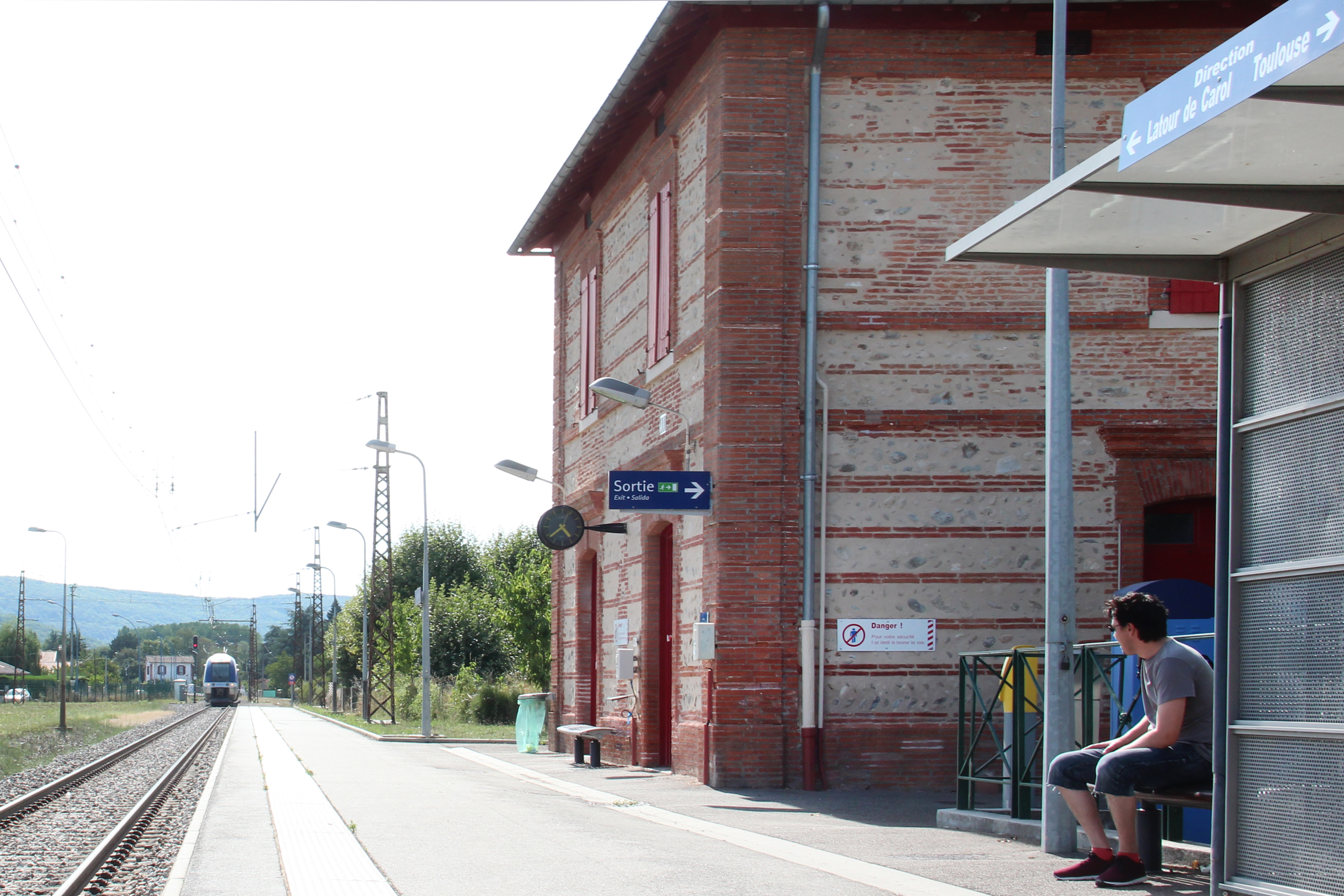
La gare de Varilhes (en août 2016).

#### Transport routier
La ville est directement reliée à Toulouse par voie express (jusqu'à Pamiers) puis par autoroute (autoroute A66).
Varilhes est à 10 km de Foix, 11 km de Pamiers, 80 km de Toulouse, 72 km de Carcassonne, 107 km d'Andorre-la-Vieille, 220 km de Montpellier, 254 km de Barcelone, 320 km de Bordeaux, 300 km de Bayonne, 750 km de Paris, 521 km de Lyon et 664 km de Nantes.

#### Transport ferroviaire
Gare de Varilhes sur la ligne de Portet-Saint-Simon à Puigcerda (frontière) qui permet de relier Toulouse et Latour-de-Carol en liaison directe.

#### Transports en commun
Le  « transport à la demande » (TAD) est un dispositif de transport public de voyageurs permettant de relier Varilhes, Pamiers, Foix et Mirepoix.

### Risques majeurs
Le territoire de la commune de Varilhes est vulnérable à différents aléas naturels : inondations, climatiques (grand froid ou canicule), feux de forêts, mouvements de terrains et séisme (sismicité faible). Il est également exposé à deux risques technologiques, le transport de matières dangereuses et la rupture d'un barrage,.

#### Risques naturels

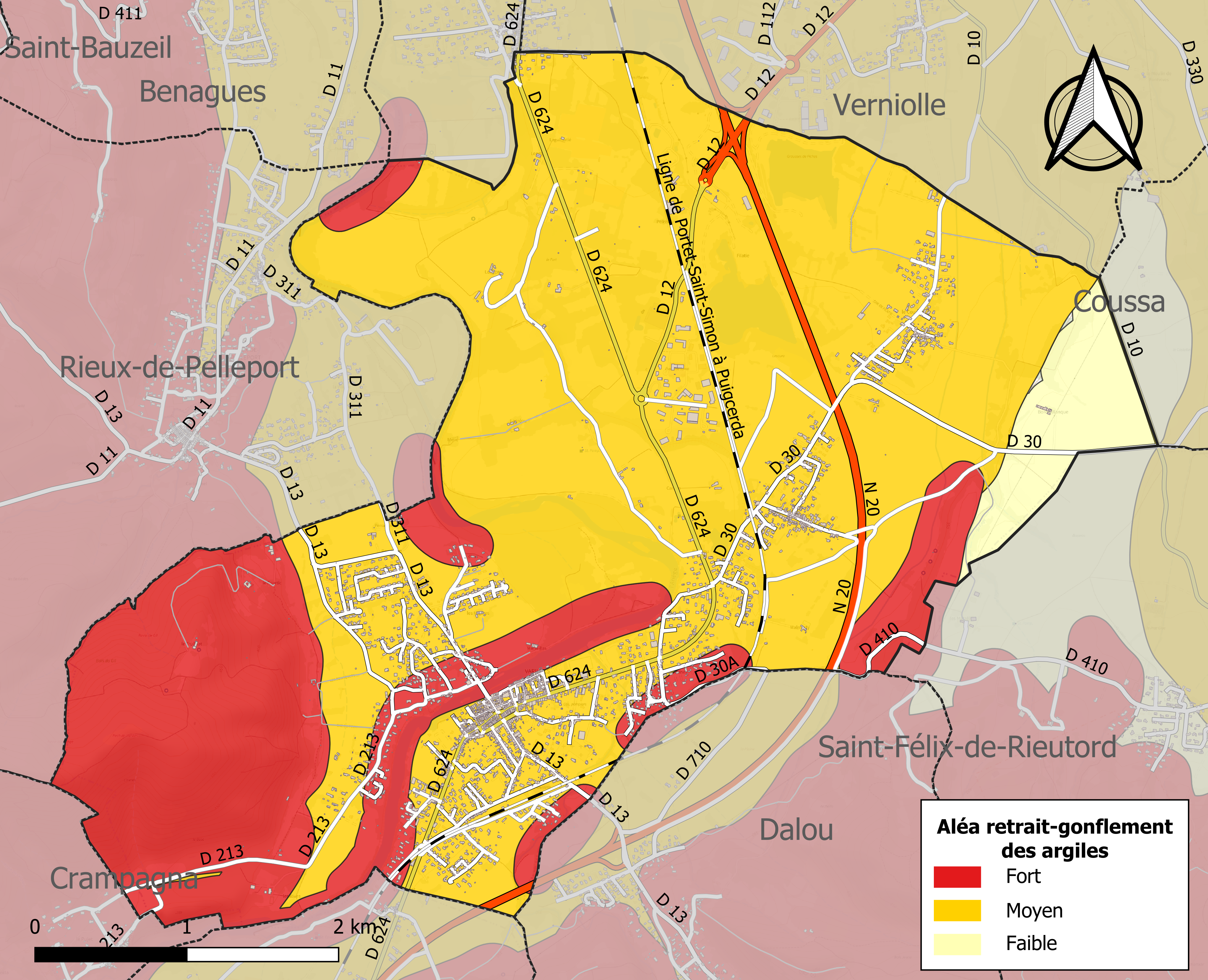
Zonage de l'aléa retrait-gonflement des argiles sur la commune de Varilhes.

Certaines parties du territoire communal sont susceptibles d’être affectées par le risque d’inondation par débordement, crue torrentielle d'un cours d'eau, l'Ariège, ou ruissellement d'un versant. L’épisode de crue le plus marquant dans le département reste sans doute celui de 1875. Parmi les inondations marquantes plus récentes concernant le cours d'eau de l'Ariège figurent la crue torrentielle de 1982 et les inondations de plaine de 1996 et de 2005 de la Basse vallée de l'Ariège.
Les mouvements de terrains susceptibles de se produire sur la commune sont soit des glissements de terrains soit des mouvements liés au retrait-gonflement des argiles. Près de 50 % de la superficie du département est concernée par l'aléa retrait-gonflement des argiles, dont la commune de Varilhes. L'inventaire national des cavités souterraines permet par ailleurs de localiser celles situées sur la commune.
Près de 50 % de la superficie du département est concernée par l'aléa retrait-gonflement des argiles, dont la commune de Varilhes. L'inventaire national des cavités souterraines permet par ailleurs de localiser celles situées sur la commune.
Ces risques naturels sont pris en compte dans l'aménagement du territoire de la commune par le biais d'un plan de prévention des risques (PPR) inondation et mouvement de terrain approuvé le 15 mai 2006.

#### Risques technologiques
Le risque de transport de matières dangereuses par une infrastructure routière ou ferroviaire ou par une canalisation de transport de gaz concerne la commune. Un accident se produisant sur une telle infrastructure est en effet susceptible d’avoir des effets graves au bâti ou aux personnes jusqu’à 350 m, selon la nature du matériau transporté. Des dispositions d’urbanisme peuvent être préconisées en conséquence.
Dans le département de l’Ariège on dénombre cinq grands barrages susceptibles d’occasionner des dégâts en cas de rupture. La commune fait partie des 80 communes susceptibles d’être touchées par l’onde de submersion consécutive à la rupture d’un de ces barrages.

## Toponymie
Le nom de Varilhes est issu du pluriel du latin vallicula, diminutif avec le suffixe -icula de vallis, signifiant « petite vallée », c’est-à-dire « petites étendues d’une plaine alluviale ».

## Histoire
Le château du Moyen Âge, attesté dès 1034 et rasé le 27 janvier 1613, n'a laissé aucune trace. Le château et ses annexes occupaient une sorte de triangle délimité en 2017 par la rue du Quai, l’Ariège, la place du Pont et la rue du Bailh. Il était entouré de murailles du côté de l’Ariège et protégé vers la ville par un fossé probablement sec. Le premier édifice en bois fut brûlé lors de la croisade des albigeois en 1211. Reconstruit dans le cours du XIIIe siècle, il était au début du XIVe siècle le plus beau château du comté de Foix puisqu’il était attribué comme demeure à Jeanne d’Artois, parente du roi de France, qui venait d’épouser Gaston de Foix en 1301. Il possédait naturellement une chapelle, attestée en 1324 et 1391.

## Politique et administration

### Découpage territorial
La commune de Varilhes est membre de la communauté d'agglomération Pays Foix-Varilhes, un établissement public de coopération intercommunale (EPCI) à fiscalité propre créé le 16 novembre 2016 dont le siège est à Foix. Ce dernier est par ailleurs membre d'autres groupements intercommunaux.
Sur le plan administratif, elle est rattachée à l'arrondissement de Foix, au département de l'Ariège, en tant que circonscription administrative de l'État, et à la région Occitanie.
Sur le plan électoral, elle dépend du canton du Val d'Ariège pour l'élection des conseillers départementaux, depuis le redécoupage cantonal de 2014 entré en vigueur en 2015, et de la première circonscription de l'Ariège  pour les élections législatives, depuis le redécoupage électoral de 1986.

### Tendances politiques et résultats
- Élection présidentielle de 2007 second tour[37] : Ségolène Royal 58,21 % (PS) / Nicolas Sarkozy 41,79 % (UMP)
- Élections législatives de 2007 second tour[38] : Frédérique Massat (PS) 65,91 % / Jacqueline Rouge (UMP) 34,09 %
- Élections européennes de 2009[39] : Liste « Changer l'Europe, maintenant » Kader Arif (PS) 28,33 % / Liste « Quand l'Europe veut, l'Europe peut » Dominique Baudis (UMP) 21,24 % / Liste « Front de gauche pour changer l'Europe » Jean-Luc Mélenchon 12,77 %
- Élections régionales de 2010[40] : Martin Malvy (PS) 71,38 % / Brigitte Barèges (Liste d'union et de rassemblement) 28,62 %
- Élection présidentielle de 2012 second tour[41] : François Hollande 62,77 % (PS) / Nicolas Sarkozy 37,23 % (UMP) / Abstention 17,48 %
- Élections législatives de 2012 premier tour[42] : Frédérique Massat (PS) 51,69 % / Nicole Gerona (UMP) 15,83 %
- Élections municipales et communautaires de 2014 premier tour[43] :  Liste « Ensemble, réussir Varilhes » Martine Esteban 100 % (seule liste proposée aux électeurs)
- Élection présidentielle de 2017 second tour[44] : Emmanuel Macron (En marche !) 60,09 % / Marine Le Pen (Front national) 39,91 %
- Élections législatives de 2017 second tour[45] : Bénédicte Taurine (La France insoumise) 50,28 % / Jérôme Azema (La République en marche !) 49,72 %
- Élections départementales de 2021[46] second tour : Martine Esteban (PS) 70.48% / Bérengère Carrie (RN) 29.52%
- Élection présidentielle de 2022[46] second tour : Marine Le Pen (Rassemblement National) 52.06% / Emmanuel Macron (La République en Marche !) 47.94%
- Élections législatives de 2022[46] second tour : Bénédicte Taurine (LFI-NUPÉS) 51.79% / Anne-Sophie Tribout (LREM-Ensemble) 48.21%

### Administration municipale
Le nombre d'habitants au dernier recensement étant compris entre 2 500 et 3 499, le nombre de membres du conseil municipal est de 23.

### Politique environnementale
Depuis 1987, la gestion des déchets est assurée par le syndicat mixte de collecte et de traitement des ordures ménagères (Smectom) du Plantaurel, principal acteur de la gestion des déchets ménagers et assimilés dans le département de l’Ariège.

### Sécurité
La commune dispose d'une gendarmerie et d'un centre de secours.

## Population et société

### Démographie
| 1793  | 1800  | 1806  | 1821  | 1831  | 1836  | 1841  | 1846  | 1851  |
| ----- | ----- | ----- | ----- | ----- | ----- | ----- | ----- | ----- |
| 1 246 | 1 306 | 1 092 | 1 532 | 1 556 | 1 607 | 1 700 | 1 766 | 1 907 |

| 1856  | 1861  | 1866  | 1872  | 1876  | 1881  | 1886  | 1891  | 1896  |
| ----- | ----- | ----- | ----- | ----- | ----- | ----- | ----- | ----- |
| 1 859 | 2 006 | 1 755 | 1 646 | 1 637 | 1 667 | 1 669 | 1 628 | 1 588 |

| 1901  | 1906  | 1911  | 1921  | 1926  | 1931  | 1936  | 1946  | 1954  |
| ----- | ----- | ----- | ----- | ----- | ----- | ----- | ----- | ----- |
| 1 631 | 1 602 | 1 601 | 1 543 | 1 525 | 1 527 | 1 410 | 1 507 | 1 559 |

| 1962  | 1968  | 1975  | 1982  | 1990  | 1999  | 2006  | 2007  | 2012  |
| ----- | ----- | ----- | ----- | ----- | ----- | ----- | ----- | ----- |
| 1 747 | 1 938 | 1 888 | 2 007 | 2 327 | 2 702 | 2 829 | 2 848 | 3 239 |

| 2017  | 2022  | - | - | - | - | - | - | - |
| ----- | ----- | - | - | - | - | - | - | - |
| 3 424 | 3 491 | - | - | - | - | - | - | - |

| selon la population municipale des années : | 1968 | 1975 | 1982 | 1990 | 1999 | 2006 | 2009 | 2013 |
| Rang de la commune dans le département      | 10   | 9    | 10   | 10   | 8    | 9    | 9    | 8    |
| Nombre de communes du département           | 340  | 328  | 330  | 332  | 332  | 332  | 332  | 332  |

### Enseignement
Située dans l'académie de Toulouse, la commune administre deux écoles comprenant chacune une école maternelle et une école élémentaire : l'école primaire publique Laborie regroupe 93 élèves (données 2016-2017) et l'école primaire publique groupe Paul Delpech regroupe 206 élèves (données 2016-2017).
L'école primaire publique Laborie comprend quatre classes maternelles et élémentaires. L'école primaire publique groupe Paul-Delpech comprend  neuf classes maternelles et élémentaires ; une section d’enseignement spécifique pour enfants autistes a ouvert une classe maternelle à la rentrée 2016.[réf. nécessaire]

### Manifestations culturelles et festivités
Bal Trad' : mars, festival du jeu en mars, accueil des nouveaux arrivants en avril, grand vide-greniers le 1er mai, quartiers d'été en juin, fête des hameaux en juin, fête locale en août, fête des associations en septembre, festival d'orgues de Barbarie et musiques mécaniques en septembre tous les deux ans, lotos et belotes plusieurs fois par mois, concerts de l'Harmonie Foix Varilhes plusieurs fois par an, concours photos plusieurs fois par an.

### Santé
La commune administre une maison médicale, et le centre hospitalier du Val d'Ariège se situe à 3 km.

### Sports
Varilhes possède son propre club de football, qui évolue en départemental 1 durant la saison 2020-2021.

#### Équipements
Terrain de football au stade Henri Laporte, gymnase multisport pour la pratique du basket, du football en salle et du handball, piscine municipale, dojo pour la pratique du judo, de l'aïkido, du yoga, complexe de tennis, complexe de pétanque.

#### Associations sportives
Basket club Varilhois, entente Varilhes Saint-Jean-de-Verges, les Passejaïres, la Boule amicale Varilhoise, tennis club Varilhois, la truite Varilhoise, le club Mouche, association communale de chasse agréée (ACCA), Énergie Danse, Texas dancers 09, gymnastique adultes, ludus fight, ski club Varilhois, foyer des Jeunes et d'éducation populaire.

## Économie

### Entreprises et commerces
- 197 entreprises sont recensées sur la commune au 1er janvier 2016, 25 créations d'entreprises ont été comptabilisées en 2016[60], MKAD, usine d'usinage de pièces aéronautiques en titane, zone industrielle Delta Sud, zone artisanale Bigorre
- Château de Longpré, hôtellerie, au nord du bourg, construit en 1760 à l'initiative de Henri-Gaston de Lévis (1702-1787).

## Culture locale et patrimoine

### Lieux et monuments

#### Monuments et objets remarquables
La commune compte deux monuments répertoriés à l'inventaire des monuments historiques et un monument répertorié à l'inventaire général du patrimoine culturel. Par ailleurs, elle compte un objet répertorié à l'inventaire des monuments historiques et deux objets répertoriés à l'inventaire général du patrimoine culturel.
La maison Aynié, située à l'angle de la rue de Toulouse et de la rue du Pont, est constituée de deux parties : celle du sud remonte au XVIe siècle, celle du nord au XVIIe siècle. Les façades sur rues et la toiture de la partie du XVIe siècle ont été inscrites à l'inventaire des monuments historiques le 18 octobre 1944. De style gothique à colombages, elle est la plus ancienne de Varilhes : poteau cornier en forme de faisceau de colonnettes, croix de saint André à intervalles remplis de briques, meneaux en bois aux fenêtres du second étage, vaste galerie ouverte au sud sous le toit.
La maison voisine, qui actuellement ne fait qu'un avec la partie la plus ancienne, est élevée suivant les mêmes principes. Sa façade et sa toiture ont également été inscrites à l'inventaire des monuments historiques le 18 octobre 1944.

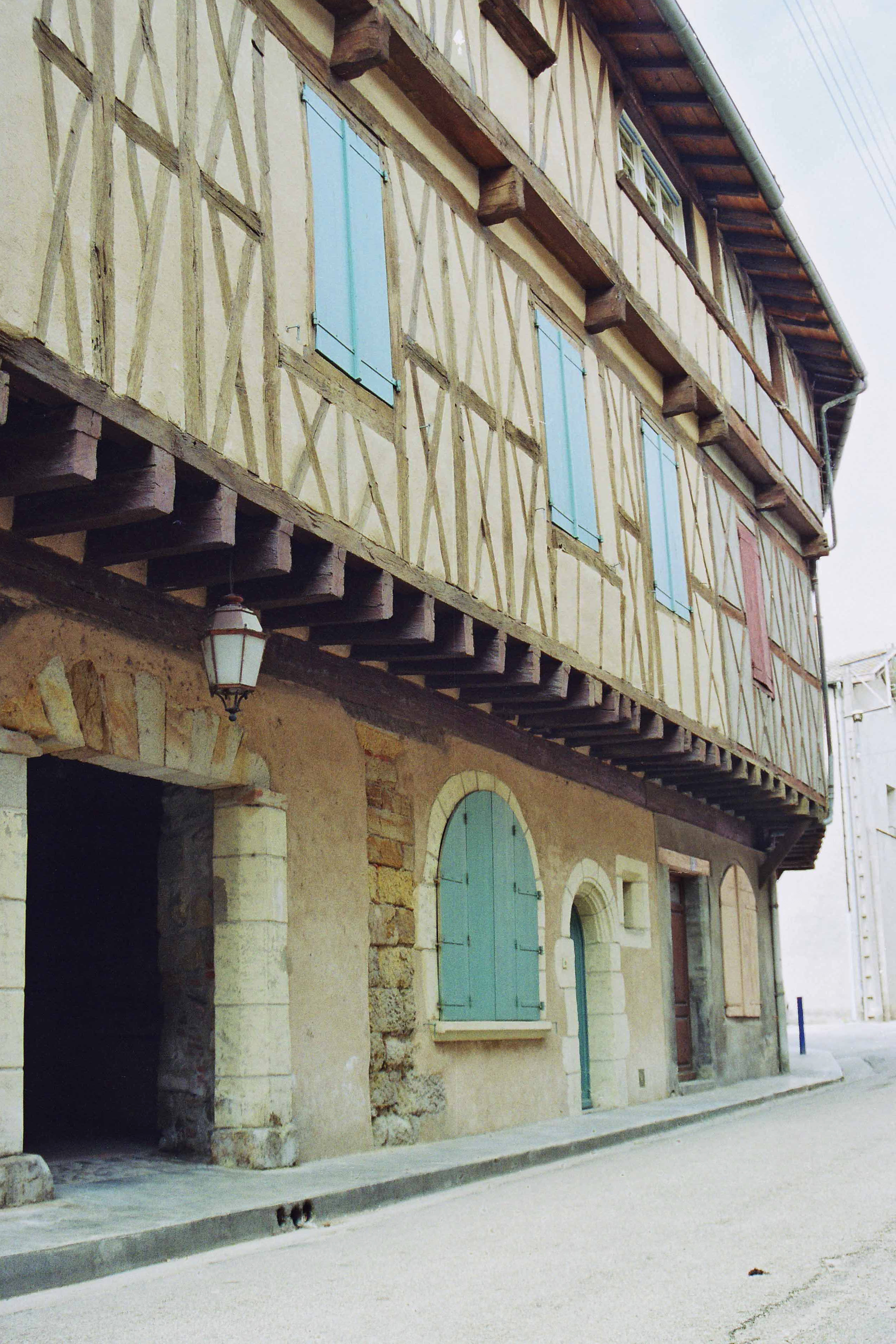
Maison à colombages, rue de l’église (XVIIe siècle).
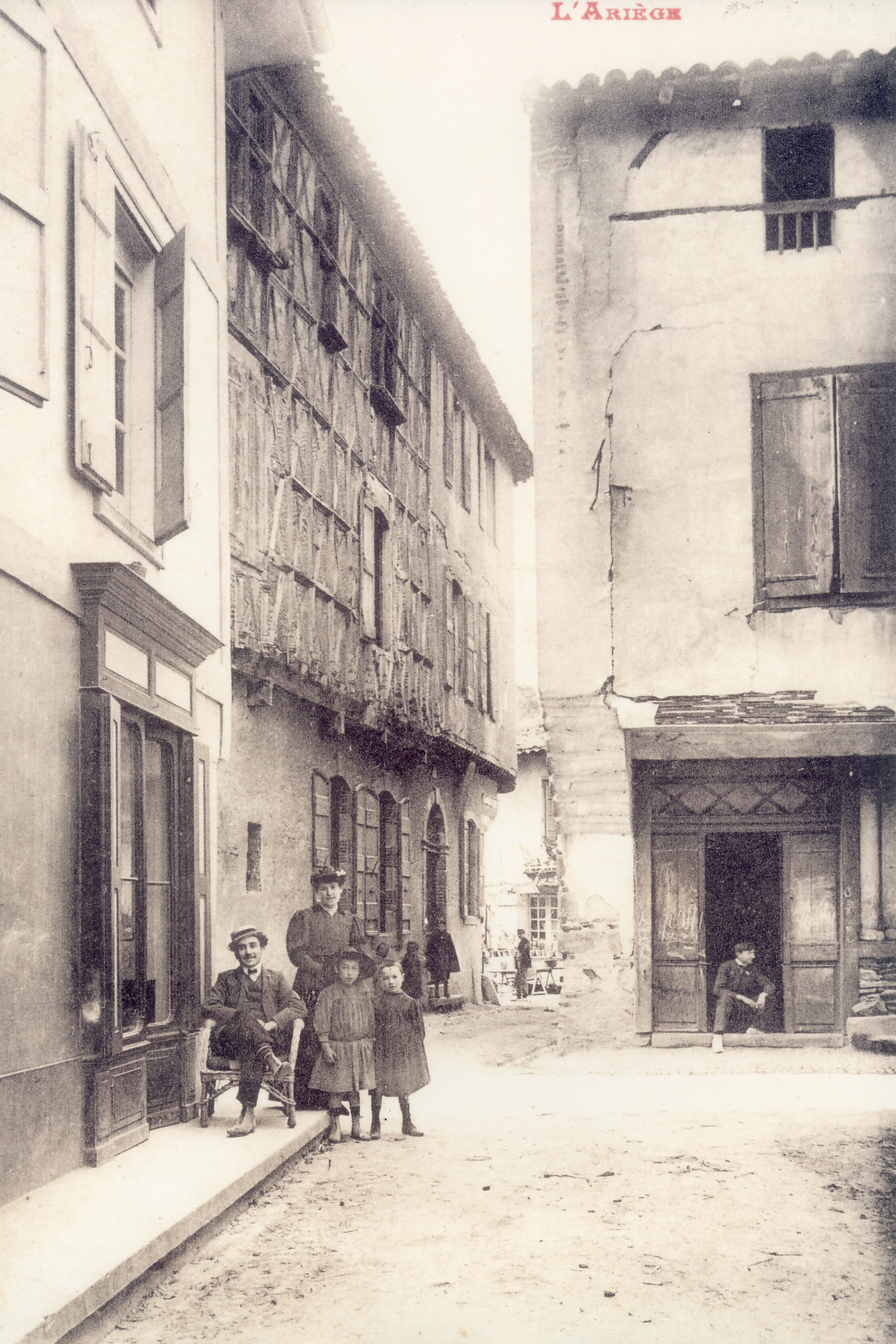
Maison à colombages (archives).

Le monument aux morts de la guerre de 1914-1918, de la guerre de 1939-1945 et de la guerre de 1954-1962 a été élevé en 1922 sur les plans de l'architecte Lescure et du sculpteur Faurès, tous deux toulousains. Il représente en très fort relief la Victoire ailée, tenant la palme de la paix et couronnant un poilu debout tourné vers elle, appuyé sur son fusil. Le groupe est entouré d'une arcade où sont inscrits les mots  « Morts pour la patrie ». Le groupe sculpté représentant une Victoire ailée couronnant un Poilu quittant le champ de bataille est répertorié à l'inventaire général du patrimoine culturel.
La sculpture en bois taillé représentant le Christ en croix, située à l'intérieur de l'église paroissiale, est classée à l'inventaire des monuments historiques depuis le 1er mars 1967. Dans cette même église, deux plaques commémoratives des morts de la guerre de 1914-1918 et deux statues, Notre-Dame des Prisonniers (statuette) et Jeanne d'Arc (petite nature) sur sa console, sont répertoriées à 
à l'inventaire général du patrimoine culturel.

#### Autres monuments

##### L'église Notre-Dame

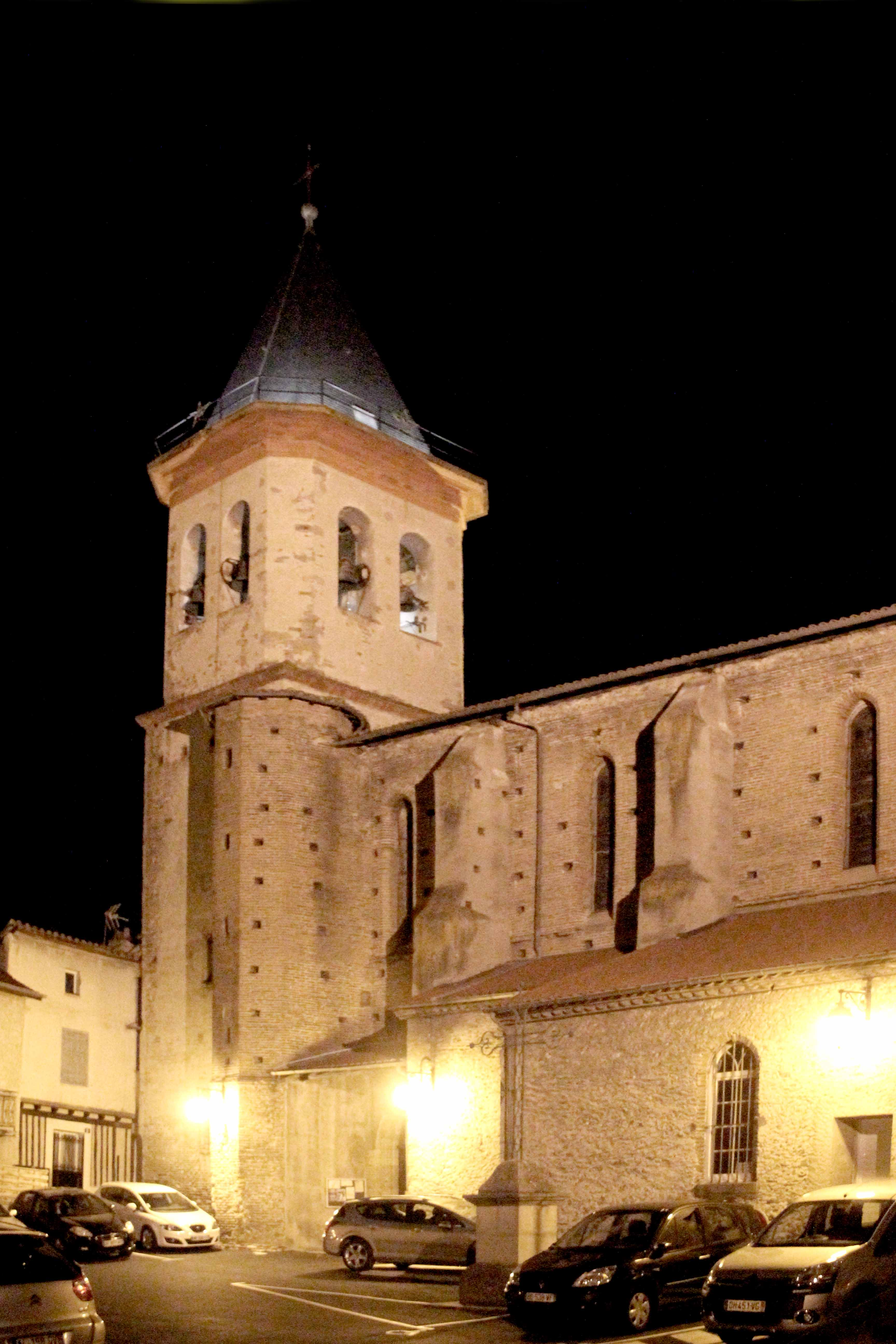
Église de Varilhes (en juillet 2016).

L'église paroissiale est dédiée à Notre-Dame de l'Assomption. Il y a peu de documents concernant sa construction. De l'église citée en 1162, il ne reste rien. La visite épiscopale de Jean de Régert signale des réparations en 1551, celle de François de Caulet en 1674 prescrit de continuer à élever les voûtes. Puis c'est le silence jusqu'aux travaux de l'époque moderne.
Varilhes avait plusieurs cloches avant la Révolution qui ont été envoyées à la fonte en 1793. La plus ancienne cloche subsistante date de 1545 et a été classée monument historique le 7 juin 1967. Mais elle ne se trouve plus à Varilhes, ayant été échangée avec celle de Malléon qui était cassée lors des réquisitions révolutionnaires. Il y a actuellement quatre cloches, deux venant de Martin fondeur à Foix et deux données par Mlle Martin en 1951.

##### La chapelle de Vals

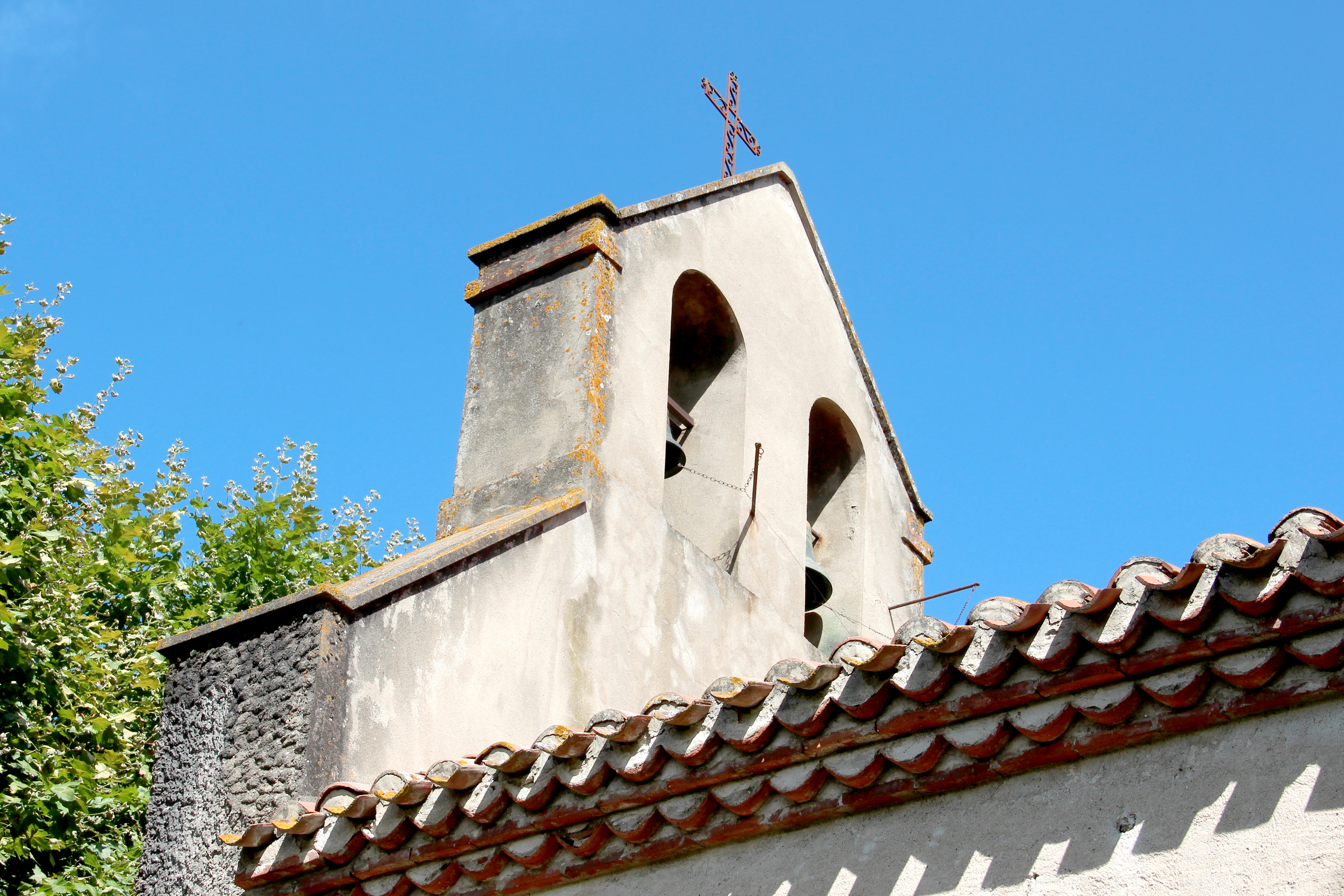
Chapelle de Vals (en août 2016).

La chapelle Notre-Dame de Vals est dédiée à la Vierge de douleur. Elle est citée dès 1006 et devient prieuré de Saint-Antonin de Frédelas avant 1215. Aucun document ne concerne la construction du Moyen Âge. L'église est plus ou moins ruinée au XVe siècle, abandonnée aux XVIe et XVIIe siècles et rétablie au début du XVIIIe siècle (1715-1717). Acquise comme bien national sous la Révolution, elle est restaurée en 1856 par ses propriétaires qui en font don à la fabrique de l'église paroissiale en 1866. La partie la plus ancienne est la nef (début du XVIIIe siècle) à laquelle ont été ajoutés au XIXe siècle le chœur, la façade et le porche.

##### Autres maisons à colombages
Une autre maison située rue de Vilotte (XVIIe siècle), est bâtie comme la maison Aynié sur un rez-de-chaussée de galets de l'Ariège recouverts d'un crépi, percé d'une porte sans caractère récemment restaurée et d'une fenêtre qui a disparu lors de travaux de rénovation du XVIIIe siècle de Jean-Baptiste Cassaing. L'immeuble qui porte les numéros 5 et 7, rue de l’Église est du même type que les précédents, mais a été exécuté avec moins de soin. La partie la plus ancienne, sans numéro, est située à l'angle de la rue de l’Église et de la place du même nom. La rue de l’église a été pendant tout l'Ancien Régime la rue principale de Varilhes et n'a perdu son importance qu'avec l'ouverture de la route royale à l'emplacement de la rue du Four. Elle a porté successivement les noms de carrera d'Abalh, rue d'Abalh, rue Madame, rue des Morts, enfin rue de l’Église.

##### Les maisons en pierre
Il n'y a pas de maison en pierre de taille à Varilhes, mais il subsiste d'assez nombreuses habitations aux murs épais de 0,60 à 0,80 m environ, construits en galets noyés dans du mortier, dont les ouvertures, portes et fenêtres, sont en pierre taillée et plus tard en briques. La pierre est fournie par les carrières proches, celle de Vernajoul en particulier, de couleur grise, gréseuse et très gélive. Les propriétaires ont souvent fait graver la date de construction, leur nom ou un décor au claveau central de la porte principale.
La plus ancienne pierre datée conservée en place sur une maison varilhoise est de 1783. Mais une pierre de petite taille remployée dans un mur au no 1 de la rue de Louxo porte la date de 1614.

##### Le château fort et les remparts
Du château fort rasé par ordre de Marie de Médicis en 1623, il ne subsiste à peu près que des noms de rues : la rue du Bail qui suivait les fossés, la rue de la Glacière, qui tire son nom de la glacière aménagée au XVIIe siècle dans les souterrains de l'édifice détruit. Il s'étendait entre l'Ariège, l'église paroissiale, la rue du Bail et la place du Vieux-Pont. Le plus important pan de mur, épais de 1,40 m environ, se dresse entre la place du Vieux-Pont et le pont actuel. Il est construit en galets avec des chaînages de briques et percé d'ouvertures du XVIIIe siècle ou plus récentes.
Les remparts de la ville partaient de l'Ariège, englobaient l'église, suivaient la place Saint-Michel, l'avenue Jacques-Carrié, la place de la Poste et la galage. Ils étaient percés de trois portes : la porte d'Amont, la porte Saint-Michel ou d'Abailh et la porte False, qui toutes ont disparu à la Révolution.

##### Le pont
Le pont en bois, situé en amont du pont actuel et fréquemment emporté par les crues, a disparu en 1875. On apercevait encore par basses eaux il y a peu d'années[Quand ?] les pieux des fondations au milieu de la rivière en face de la place du Vieux-Pont. Le pont actuel se compose de trois arches en maçonnerie de 22 mètres d'ouverture, séparées par de massifs piliers dont les fondations reposent sur le tuf ; il a été bâti de 1875 à 1879.

##### La mairie
L'édifice actuel a remplacé la mairie révolutionnaire établie à peu près à l'angle nord-est de la place dans une maison appartenant aux régentes de Mirepoix. Il se compose de deux parties : à l'est une première mairie fut élevée de 1825 à 1830 avec un couvert servant de halle sur les côtés est et sud ; elle a été restaurée et agrandie en 1879, après la décision de construire le pont de pierre et de créer une nouvelle voie, pour y loger les salles de classe. Six arcades en plein cintre au sud et trois à l'est portent les deux étages percés de six fenêtres rectangulaires en façade et de trois sur les côtés. Des deux portes cintrées de la façade celle de l'est remonte à 1879, l'autre ne date que de 1973 ; du côté de la rue de l’Église subsiste la porte de l'école des garçons.

##### Le groupe scolaire Paul-Delpech
Le groupe scolaire a été élevé de 1931 à 1938 sur les plans de l'architecte Irénée Cros de Foix. Il comprenait alors une école de filles et une école de garçons séparées, une classe enfantine et des bains douches, sans compter les logements d'instituteurs. Avec ses hauts toits d'ardoise et ses multiples décrochements, il avait été surnommé le château scolaire, car il semblait trop important pour le nombre d'écoliers attendus. Mais il s'est révélé trop petit dans les années 1960.
Il a reçu le nom de Paul Delpech, lieutenant au 23e régiment d'artillerie, mort au champ d'honneur le 24 décembre 1914. Ce sont des membres de sa famille, Noël Auguste et Jacques Delpech, qui ont vendu à la commune la propriété du château où a été édifié le groupe scolaire.

##### Les fontaines et lavoirs
Avant l'installation des canalisations d'eau potable, les habitants puisaient l'eau dans leur puits ou venaient en chercher aux fontaines publiques. Celle de la place Saint-Michel existe au moins depuis le XVIIIe siècle, mais elle a été rénovée en 1932 après qu'ait été réalisée la première adduction d'eau courante. Elle n'a plus seulement un but utilitaire, mais a un rôle d'agrément que traduit la vasque en fonte bronzée.
Les fontaines de Laborie et du Courbas remontent à la fin du XIXe siècle et ont été construites en pierre par les habitants eux-mêmes. La fontaine principale de Laborie, élevée entre 1881 et 1885, comporte un bassin circulaire d'environ six mètres de diamètre servant d'abreuvoir et deux fontaines, l'une placée à l'intérieur du bassin, formée d'une pyramide sur un socle cubique mouluré, pourvue d'un robinet au-dessus de deux barres de fer permettant de placer un récipient, l'autre diamétralement opposée, mais à l'extérieur du bassin et sans caractère monumental.
La fontaine du Courbas a été édifiée entre 1884 et 1886, elle est du même type que celles de Laborie : bassin circulaire alimenté par un robinet placé dans une borne rectangulaire coiffée d'une pyramide tronquée sommée d'une boule.
Le lavoir de Varilhes a été élevé en 1930 en remplacement de celui construit en 1869. Il est fermé au nord et à l'est par un mur et couvert de tuiles canal. Le grand bassin ovale en ciment est divisé en huit compartiments entourés d'une partie en pente remplaçant la planche à laver, à bonne hauteur pour permettre de laver le linge et de le battre avec le battoir en bois. Il n'est plus alimenté en eau et hors d'usage.

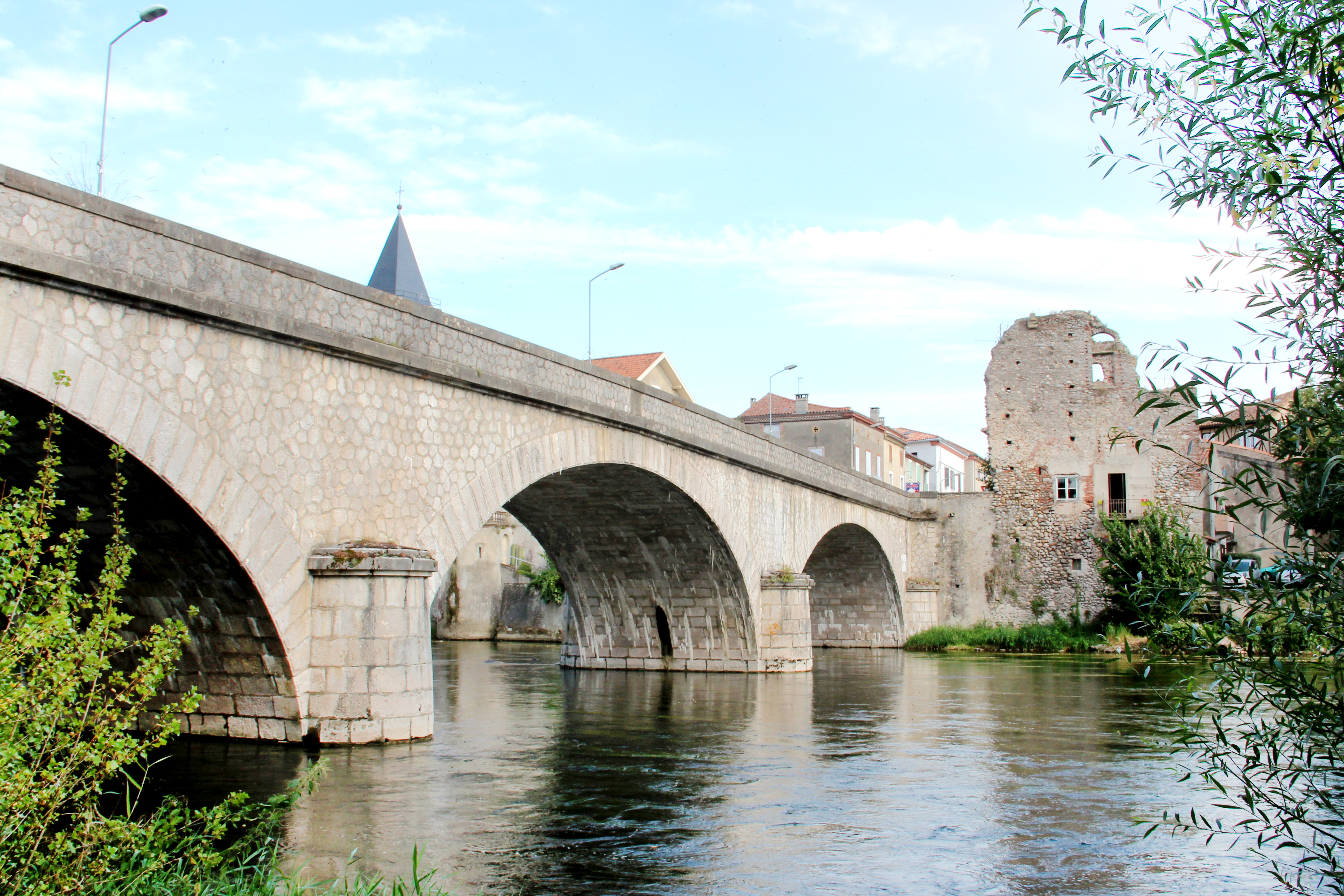
Le pont actuel.
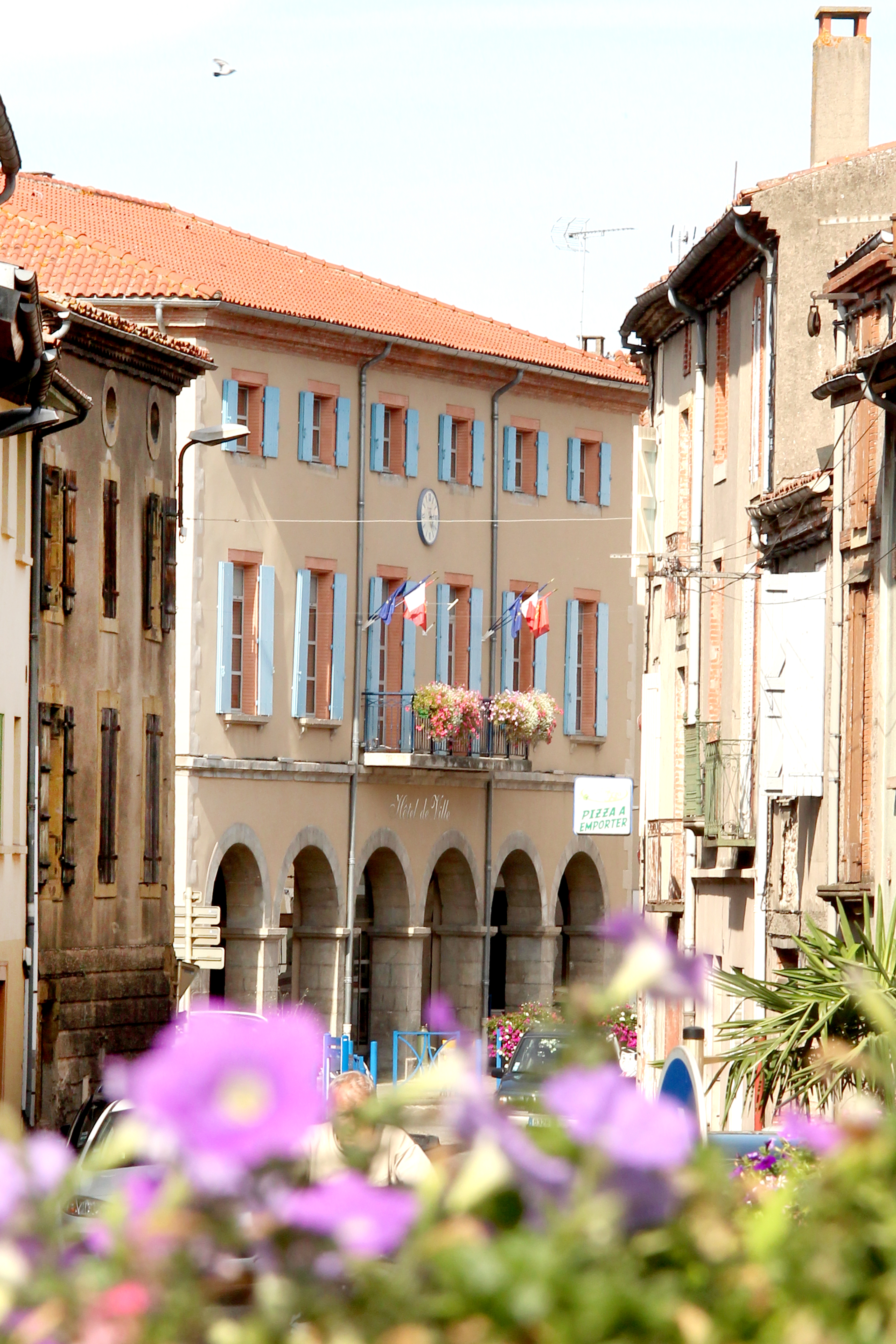
La mairie.
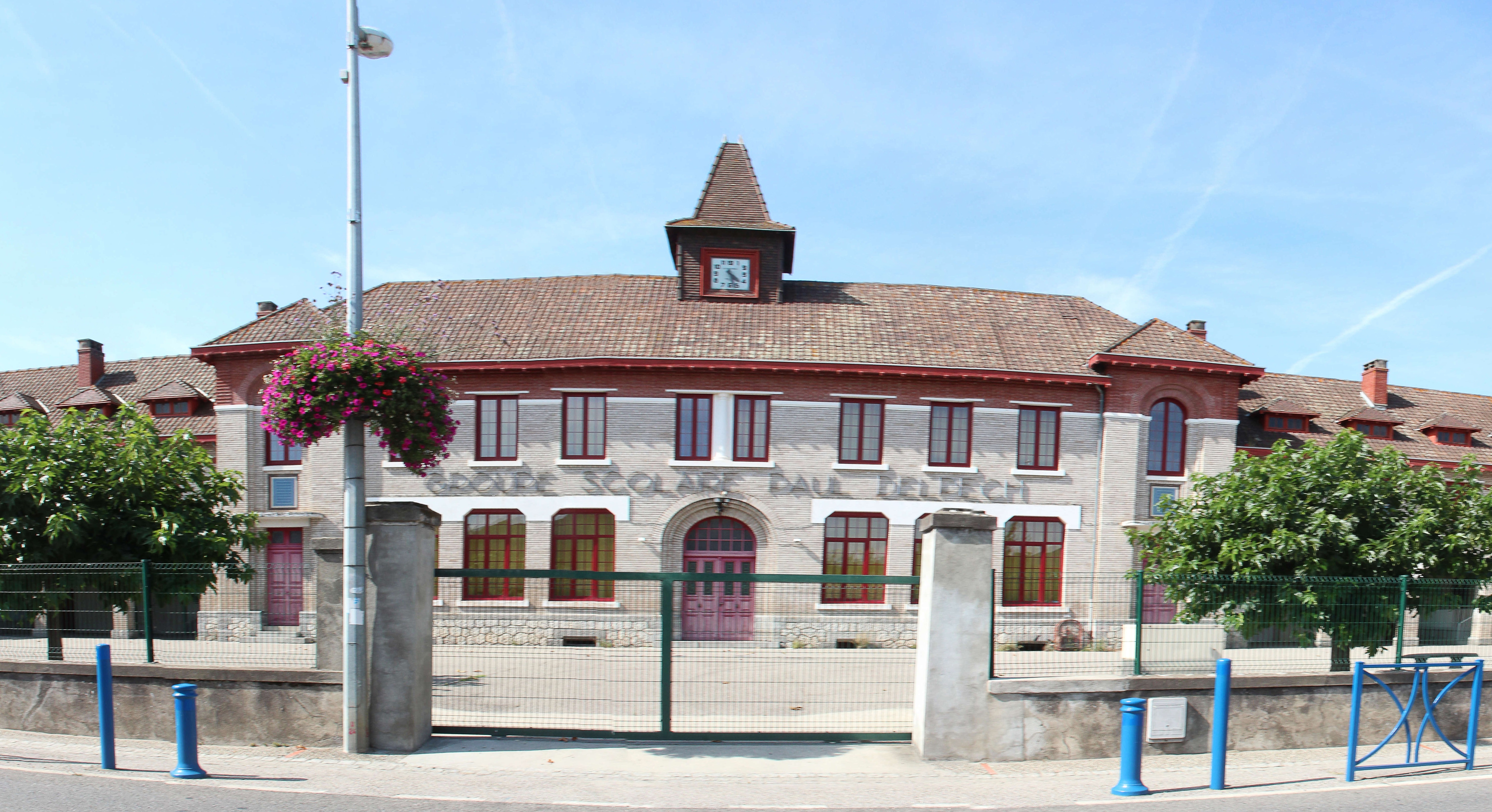
Le groupe scolaire Paul Delpech.
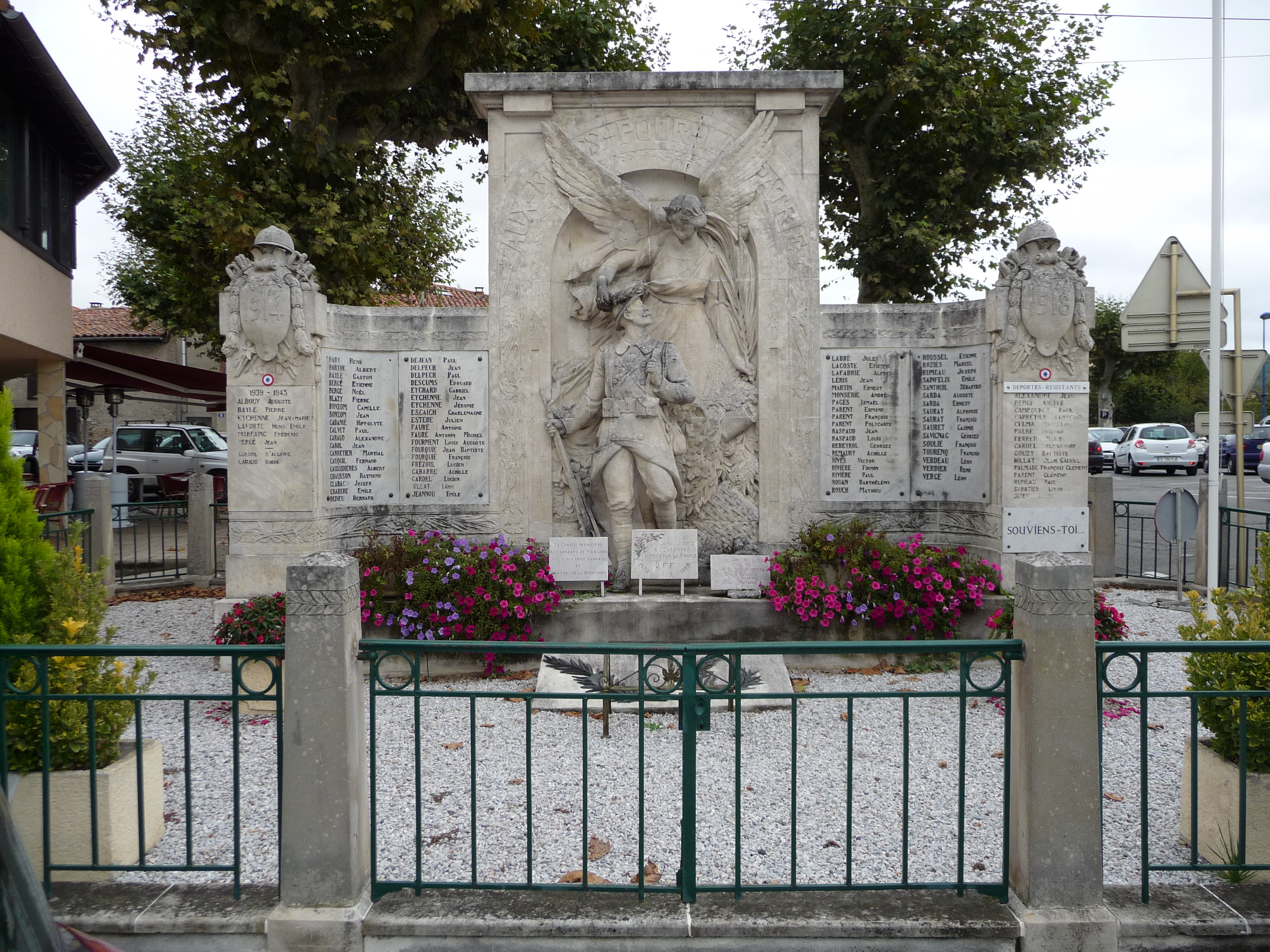
Le monument aux morts.
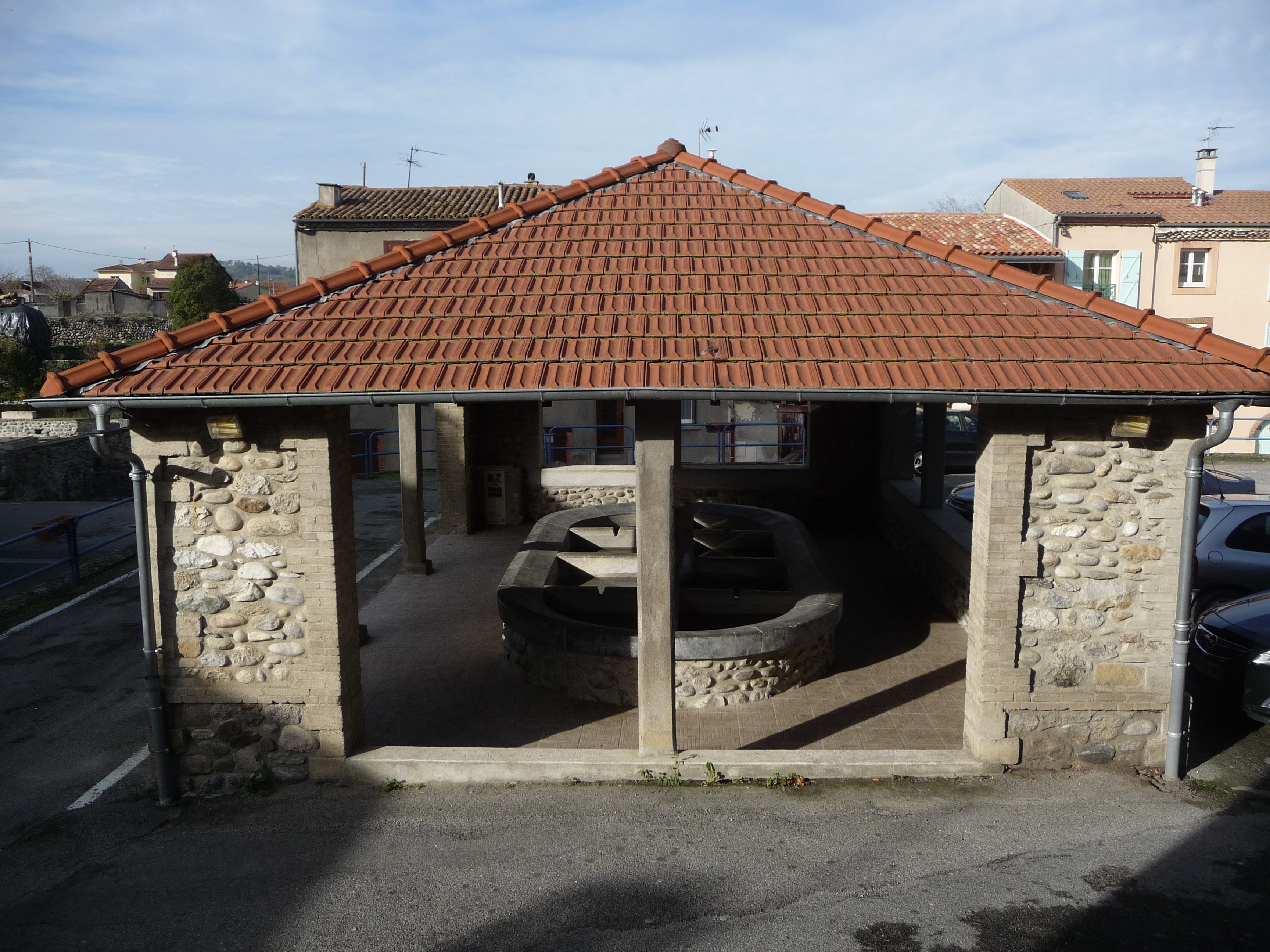
Le lavoir.

### Équipements culturels
La commune administre une ludothèque et une médiathèque.
Situé avenue des Pyrénées, le Centre d'Histoire de la Résistance et de la Déportation met en relation objets, photos et discours sur l'occupation allemande et la résistance locale à cette invasion ayant entraîné des déportations.

### Personnalités liées à la commune
- Guy de Montfort, frère de Simon IV de Montfort le meneur de la croisade des albigeois, fut tué en assiégeant Varilhes le 31 janvier 1228.
- Béatrice de Planisolles, née en 1274, morte sur la commune.
- Jean Étienne Cassaing (1760-1849), homme polititique de la Révolution né et mort sur la commune.
- Paul Frezoul (1837-1918), homme politique, maire de Varilhes, est né à Varilhes.
- Sabas Maury (1863-1923), curé-doyen de Varilhes de 1863 à 1923, inhumé à Varilhes, connu pour sa création de l’hymne de l’Ariège : Arièjo ô moun Païs.
- Jeanne-Marie Gaussal (1879-1963), épouse du président Gaston Doumergue et brièvement hôtesse du palais de l'Élysée, est morte à Varilhes.
- Émilienne Poumirol, élue maire, conseillère départementale et députée en Haute-Garonne, est née en 1950 à Varilhes.

### Héraldique, logotype et devise
| Blason de Varilhes | Blason  | D'argent à deux fasces de vair.                  |
| Blason de Varilhes | Détails | Le statut officiel du blason reste à déterminer. |

## Pour approfondir